# 开放组体系结构框架

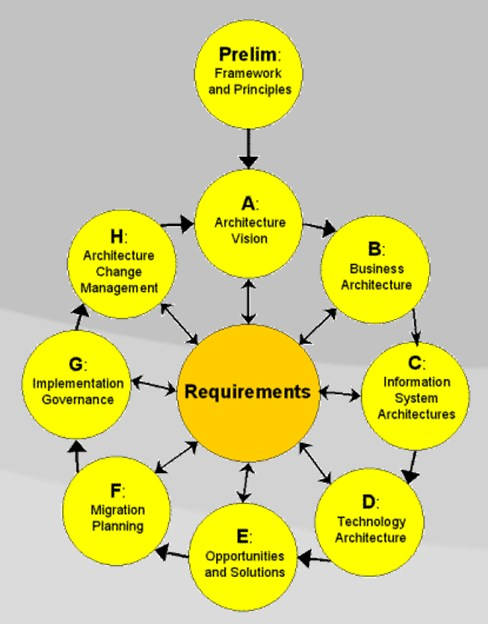
TOGAF架构开发方法（ADM）的结构。

开放组体系结构框架（英語：The Open Group Architecture Framework）是一个企业架构框架，它提供了一种设计，规划，实施和管理企业信息技术架构的方法。TOGAF是一种高层设计方法。它有4个级别的建模：业务、应用程序、数据、技术。它在很大程度上依赖于模块化、标准化，以及已有的经过验证的技术和产品。
TOGAF是由国际开放标准组织于1995年开发的，以美国国防部的“信息管理技术架构框架（TAFIM）”和凯捷的Integrated Architecture Framework（IAF）。截至2016年，国际开放标准组织报告称，80％的全球50强企业和60％的财富美国500强企业采用了TOGAF。

## 概要
架构框架用于开发各种不同的架构的一组工具。具体而言TOGAF
- 提供了一种以构建块（building block）为单位来定义信息系统的方法
- 描述了构建块如何组合在一起
- 提供了一组工具
- 提供了一套共通的词汇
- 推荐了一系列标准
- 包括了可用于实现构建块的、与本框架兼容的产品列表

ANSI/IEEE标准1471-2000中，对（软件密集型系统）的架构的规范可以表述为：「（系统架构是）的基础组织，以组件、组件间的关系、组件与环境的关系、管理设计和演化的原则来实现。」
而TOGAF所定义的系统架构可以表述为“对系统的正式描述，或者在组件级别的关于系统的详细计划以即指导其实施的原则”，或者"组件间的结构、组件的相互关系以及管理组件设计和演变的原则和指导方针。”
架构开发方法（ADM）是TOGAF的核心，它描述了一种开发和管理企业架构生命周期的方法。

## 历史

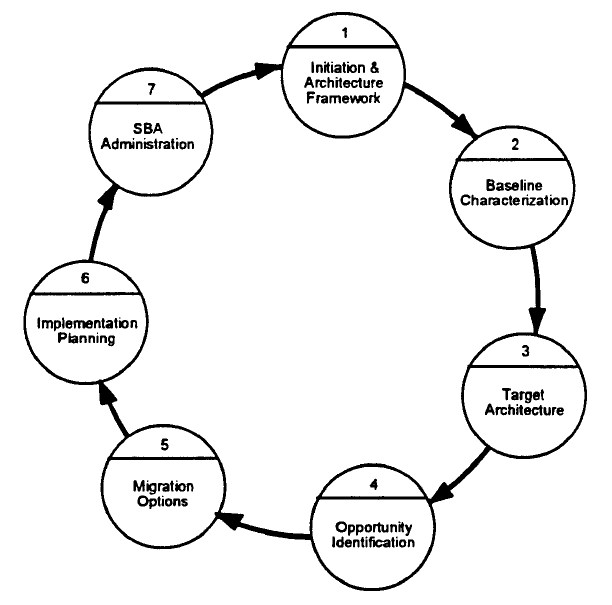
在TAFIM基于国防部标准的架构规划过程。

TOGAF是在1990年代初期开始作为技术架构开发的方法，并由国际开放标准组织开发成一个用途广泛的企业架构框架。1995年，TOGAF 1.0确立。该版本主要基于美国国防部于20世纪80年代末开始开发的信息管理技术架构框架（TAFIM）。
2001年12月出版了“技术版本（Technical Edition）”TOGAF 7。 “企业版本”（Enterprise Edition）TOGAF 8于2002年12月发布，并于2003年12月更新到TOGAF 8.1。2005年左右，TOGAF成为国际开放标准组织的注册商标。2006年11月，国际开放标准组织发布了TOGAF 8.1.1。 据国际开放标准组织称，截至2011年2月，超过15,000人获得了TOGAF认证。截至2018年4月，官方注册者的认证者超过77,500人。。
最新版本是2022年4月25日发布的TOGAF 10。
国际开放标准组织为各组织免费提供TOGAF，但仅限组织内部的非商业目的的使用。

## 主要概念

### 企业架构领域
TOGAF基于4个相关联的架构领域：
- 商务架构（英语：business architecture）：定义商务策略、管理、组织结构、组织内关键的商务流程。
- 数据架构（英语：data architecture）：定义组织的本地、物理数据资产的结构和相关的数据管理的所需资源。
- 应用架构（英语：application architecture）：定义各独立系统部署、系统间互动、以及前两者与关键商务流程的关系的蓝图。应用架构定义将服务（service）作为商务功能展示给客户的各种框架。
- 技术架构（英语：technical architecture）：定义部署核心应用所需的软件、硬件、网络基础设施。